# Каховський плацдарм (фільм)
«Кахо́вський плацда́рм» (друга назва — «Суворі дні») — український радянський історичний фільм 1933 року. Прем'єра відбулася 25 грудня 1933 року.

## Сюжет
Фільм створений в дусі більшовицької пропаганли. 1920 рік. Частини Червоної Армії зазнають тимчасової поразки. «Куркулі» ховають хліб і не здають його державі. Максим Федько вагається. Він не хоче бути саботажником, але йому шкода свого добра. В цей час в село вриваються «банди» Махна. Заарештовано більшовицького активіста Ковальчука, селянина-бідняка, зятя Максима. Але Федьку вдається врятувати зятя від розправи. Слідом за махновцями в село вступають врангелівці. Ковальчуку вдається втекти, він вступає в Червону Армію. Загін червоноармійців звільняє село. Ковальчук зустрічається з дружиною, сином і тестем. Звірства білих розвіяли сумніви Максима — він віддає своїх коней в обоз Червоної армії.

## Знімальна група
- Режисер-постановник — Олександр (Арон) Штріжак-Штейнер
- Сценарист — Соломон Лазурін
- Оператор-постановник — Микола Кульчицький
- Композитори — І. Овадіс, Валентин Костенко
- Художник-постановник — Д. Дем'яненко

## Актори
- Георгій Бабенко,
- Борис Авшаров,
- Сергій Мінін,
- Степан Шкурат,
- Тетяна Вечора,
- Микола Надемський,
- Б. Іванов,
- Олександр Романенко,
- В. Крицький,
- П. Некрутенко,
- Н. Рудаков